# Olounou
Olounou est un village du Cameroun situé dans le département du Dja-et-Lobo et la Région du Sud, sur la route qui relie Sangmélima à Djoum. Il fait partie de la commune de Meyomessi.

## Géographie
Le village est situé sur la route route nationale 9 à 9 km à l'ouest du chef-lieu communal Meyomessi.

## Population
La plupart des habitants sont des Boulou.
En 1962, Olounou comptait 606 habitants. Lors du recensement de 2005, 751 personnes y ont été dénombrées.

## Infrastructures
Olounou dispose d'un poste agricole, d'un marché mensuel et d'une école catholique.

## Cultes
Le village est le siège de la paroisse catholique du Saint-Esprit d'Olounou, fondée en 1984, rattachée à la zone épiscopale Saint-Joseph du diocèse de Sangmélima.